# Yordan Minchev
Yordan Dinkov Minchev (en búlgaro, Йордан Динков Минчев, Sliven, 17 de octubre de 1998) es un baloncestista búlgaro que pertenece a la plantilla del BC Levski Sofia de la liga búlgara. Con 2,03 metros de estatura, juega en la posición de escolta.

## Trayectoria deportiva

### Primeros años
Procede de la cantera del BC Levski Sofia, debutando con su primer equipo en la temporada 2014-15, con apenas 16 años de edad. Ese primer año jugó en cinco partidos de la liga búlgara y en otros cinco de la Liga ABA, en los que promedió 2,2 puntos por partido.
Al año siguiente ya tuvo una participación más activa en el primer equipo, disputando 27 encuentros de la liga doméstica y otros 14 de la Liga de los Balcanes, mejorando sus estadísticas hasta los 7,3 puntos y 3,8 rebotes por partido. Esa temporada además disputó el All-Star de la liga búlgara.

### Liga turca
El 2 de noviembre de 2016 firmó contrato por cinco temporadas con el Fenerbahçe de la liga turca.

### Selección nacional
Ha sido internacional con la selección de Bulgaria desde categorías inferiores, habiendo participado en varios campeonatos de Europa B sub-16 y sub-18.